# Bulukandang (Lumbang)
Bulukandang is een bestuurslaag in het regentschap Pasuruan van de provincie Oost-Java, Indonesië. Bulukandang telt 2906 inwoners (volkstelling 2010).